# Charles B. Huggins
Charles B Huggins, född 22 september 1901 i Halifax, Kanada, död 12 januari 1997 i Chicago, var en kanadensisk-amerikansk läkare, fysiolog och cancerforskare vid University of Chicago. År 1966 erhöll Huggins halva Nobelpriset i fysiologi eller medicin för den av honom utvecklade behandlingen av prostatacancer med hjälp av hormon. Detta var den första upptäckten som visade att cancer kunde kontrolleras med mediciner. År 1958 fick han Cameron-priset för terapier vid University of Edinburgh.

## Biografi
Huggins utexaminerades från Acadia University med en kandidatexamen 1920. Han fortsatte att studera medicin vid Harvard Medical School och tog sin masterexamen 1924. Han tjänstgjorde därefter på praktikplats i allmän kirurgi med Frederick A. Coller vid University of Michigan.

## Vetenskaplig forskning
Huggins etablerade en metod för att mäta effekten som hormonförändringar har på prostatafunktionen. Han upptäckte att kastrering eller östrogenadministration ledde till körtelatrofi, som kunde vändas genom omadministration av androgen. År 1941 realiserades den positiva effekten av androgenablation på metastaserad prostatacancer när Huggins och Clarence Hodges behandlade patienter genom antingen kastrering eller östrogenbehandling. De övervakade prostatastorleken och terapeutisk effekt genom att mäta serum prostatsyrafosfatsnivåerna och drog slutsatsen att androgen aktivitet i kroppen påverkar prostatacancer, åtminstone när det gäller serumfosfatas. Huggins var därmed först med att använda ett systematiskt tillvägagångssätt för att behandla prostatacancer.